# Suleja
Suleja est une ville et un émirat de l'État de Niger au Nigeria.

## Historique
La ville a été fondée lors de la première moitié du XIXe siècle sous le nom d'Abuja.